# منتخب هونغ كونغ لكرة اليد
منتخب هونغ كونغ لكرة اليد هو ممثل هونغ كونغ الرسمي في المنافسات الدولية في كرة اليد
.